# Jackalas 1
Jackalas 1 é uma vila localizada no distrito Nordeste em Botswana. Possuía, em 2011, uma população estimada de 1 093 habitantes.